# Jared Abbrederis
Jared Abbrederis (Wautoma, 17 novembre 1990) è un giocatore di football americano statunitense che gioca nel ruolo di wide receiver per i Detroit Lions della National Football League (NFL). Fu scelto nel corso del quinto giro (176º assoluto) del Draft NFL 2014 dai Green Bay Packers. Al college giocò a football all'Università del Wisconsin-Madison.

## Carriera professionistica

### Green Bay Packers
Abbrederis fu scelto nel corso del quinto giro del Draft 2014 dai Green Bay Packers. Quattro giorni dopo firmò un contratto quadriennale del valore di 2,324 milioni di dollari. Dopo non essere mai sceso in campo nella sua prima stagione, debuttò come professionista subentrando nella settimana 2 della stagione 2015 contro i St. Louis Rams, concludendo la stagione regolare con dieci presenze. Disputò anche le due gare di playoff dei Packers, di cui una come titolare, in cui ricevette complessivamente sei passaggi per 69 yard. Il 27 ottobre 2016 fu svincolato.

### Detroit Lions
Nel 2017, Abbrederis firmò con i Detroit Lions.

## Statistiche
| Partite totali      | 15 |
| Partite da titolare | 0  |
| Ricezioni           | 1  |
| Yard ricevute       | 8  |
| Touchdown           | 0  |